# Melicope lunu-ankenda
Euodia lunuankenda là một loài thực vật có hoa trong họ Cửu lý hương. Loài này được (Gaertn.) T.G. Hartley mô tả khoa học đầu tiên năm 1994.